# Tintinnida
Los tintínidos (Tintinnida) son ciliados de la clase Spirotrichea. Son organismos unicelulares, heterótrofos y acuáticos, presentes en aguas dulces y marinas, que se caracterizan por un caparazón o loriga en forma de vaso, constituida en su mayoría por proteínas pero que puede incorporar diminutas piezas minerales. Se alimentan principalmente de algas y de bacterias y forman parte del microzooplancton (entre 20 y 200 micrómetros de tamaño). Son más comunes en agua salada y suelen estar presentes en concentraciones de aproximadamente de 100 individuos por litro, pero pueden alcanzar abundancias de varios miles por litro. La lorica de los tintínidos se conserva fácilmente, por lo que son relativamente abundantes en el registro fósil. Se conocen unas 1000 especies de tintínidos.

## Ecología
Como el resto de los miembros del microzooplancton (tales como ciliados oligotricos, dinoflagelados heterótrofos, radiolarios, etc.), los tintínidos son un eslabón vital en la cadena alimentaria acuática ya que son los "herbívoros" del plancton. Se alimentan de fitoplancton (algas y cianobacterias) y a su vez sirven como alimento para organismos más grandes, tales como copépodos (pequeños crustáceos) y larvas de peces. Muchas especies tienen distribuciones amplias (por ejemplo, desde la Bahía de Chesapeake en Norteamérica hasta Nueva Caledonia en Australia), mientras que otros se limitan a algunas áreas, tales como las aguas árticas o los mares costeros. No obstante en cualquier zona marina dada se pueden encontrar decenas de especies. 

## Registro fósil
Los tintínidos son importantes en el registro fósil debido a la rareza con que los demás ciliados se conservan bajo las condiciones del medio ambiente marino. Los primeros organismos del registro fósil con loricas similares en forma y tamaño a la de los tintínidos son los calpionélidos que aparecen en el límite Jurásico/Cretácico. Sin embargo, su caparazón es de calcita, por lo que teniendo en cuenta que no se conocen taxones actuales de ciliados que produzcan conchas de calcita, es poco probable que sea tintínidos y probablemente ni siquiera sean ciliados. Los fósiles más tempranos que pueden ser confiablemente relacionados con los tintínidos actuales (fósiles de caparazones compuestos de material aglutinado) aparecen en el registro fósil en el Jurásico, pero no se convierten en abundantes hasta el Cretácico.